# Pardosa graminea
Pardosa graminea là một loài nhện trong họ Lycosidae.
Loài này thuộc chi Pardosa. Pardosa graminea được Hozumi Tanaka miêu tả năm 1985.